# لا أستطيع التنفس

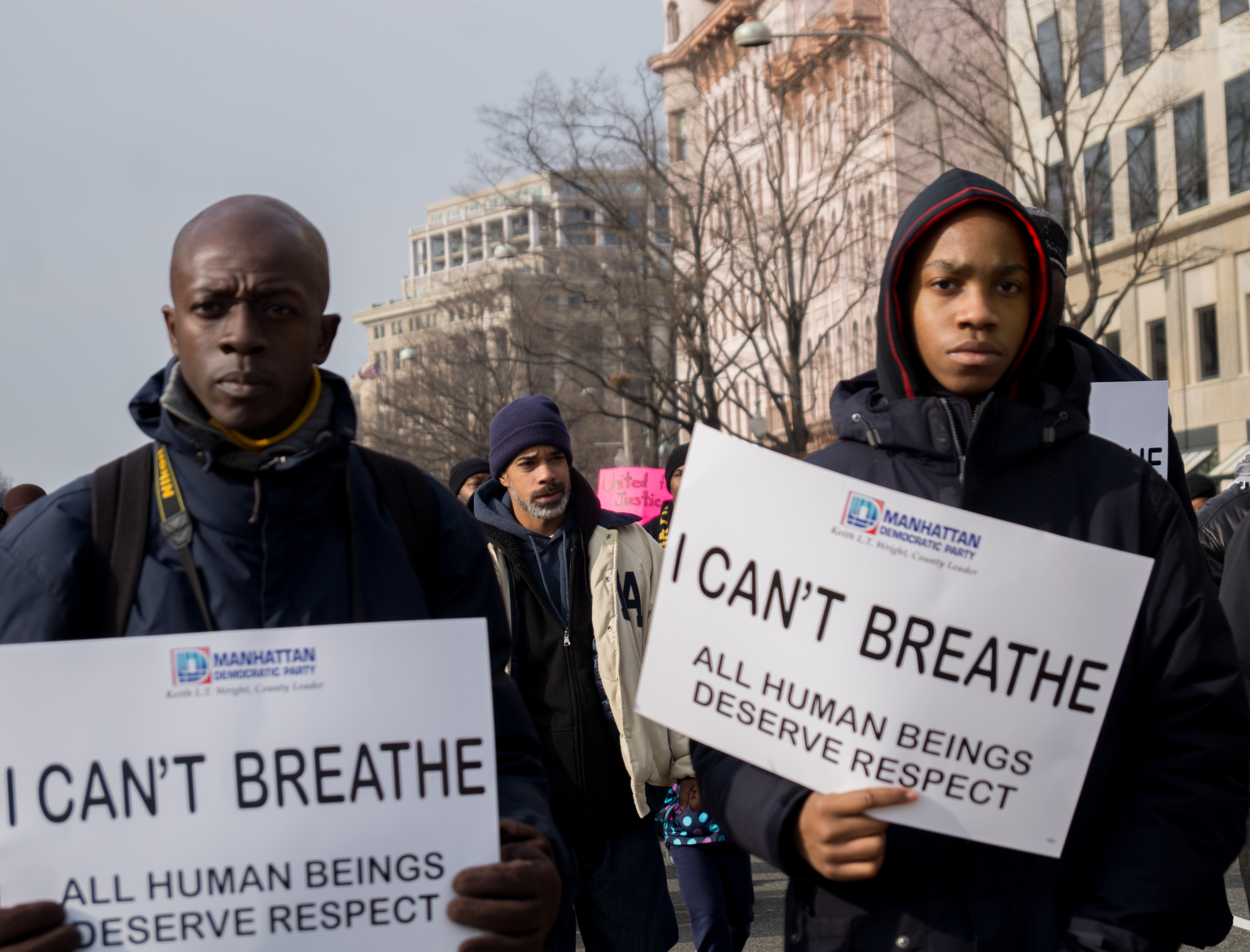
رفع شعار "لا أستطيع التنفس" ضد عنف الشرطة، واشنطن العاصمة، ديسمبر 2014

«لا أستطيع التنفس» (بالإنجليزية: I can't breathe) هو شعار مرتبط بحركة «حياة السود مهمة» في الولايات المتحدة. مستمدة من كلمات إريك غارنر وجورج فلويد، وهما رجلان أمريكيان من أصل أفريقي اختنقا حتى الموت خلال اعتقالاتهم في 2014 و2020 نتيجة القوة المفرطة من قبل ضباط الشرطة البيض، يتم استخدام العبارة احتجاجًا على وحشية الشرطة في الولايات المتحدة.

## إريك جارنر
نشأت العبارة في وفاة إريك غارنر في يوليو 2014، الذي وضعه ضابط شرطة مدينة نيويورك في وضع خانق. ويظهر شريط فيديو لكارنر وهو مقيّد من قبل العديد من الضباط وهو يقول «لا أستطيع التنفس» 11 مرة قبل أن يفقد وعيه. بعد تبرئة الضابط الذي خنق غارنر في ديسمبر 2014، شهد الشعار زيادة كبيرة في شعبيته وسط احتجاجات واسعة النطاق. تم نشر وسم "#ICantBreathe" على موقع تويتر وتم تداوله أكثر من 1.3 مليون مرة في ذلك الشهر، بمساعدة وتضامن العديد من الرياضيين الهواة والمحترفين.

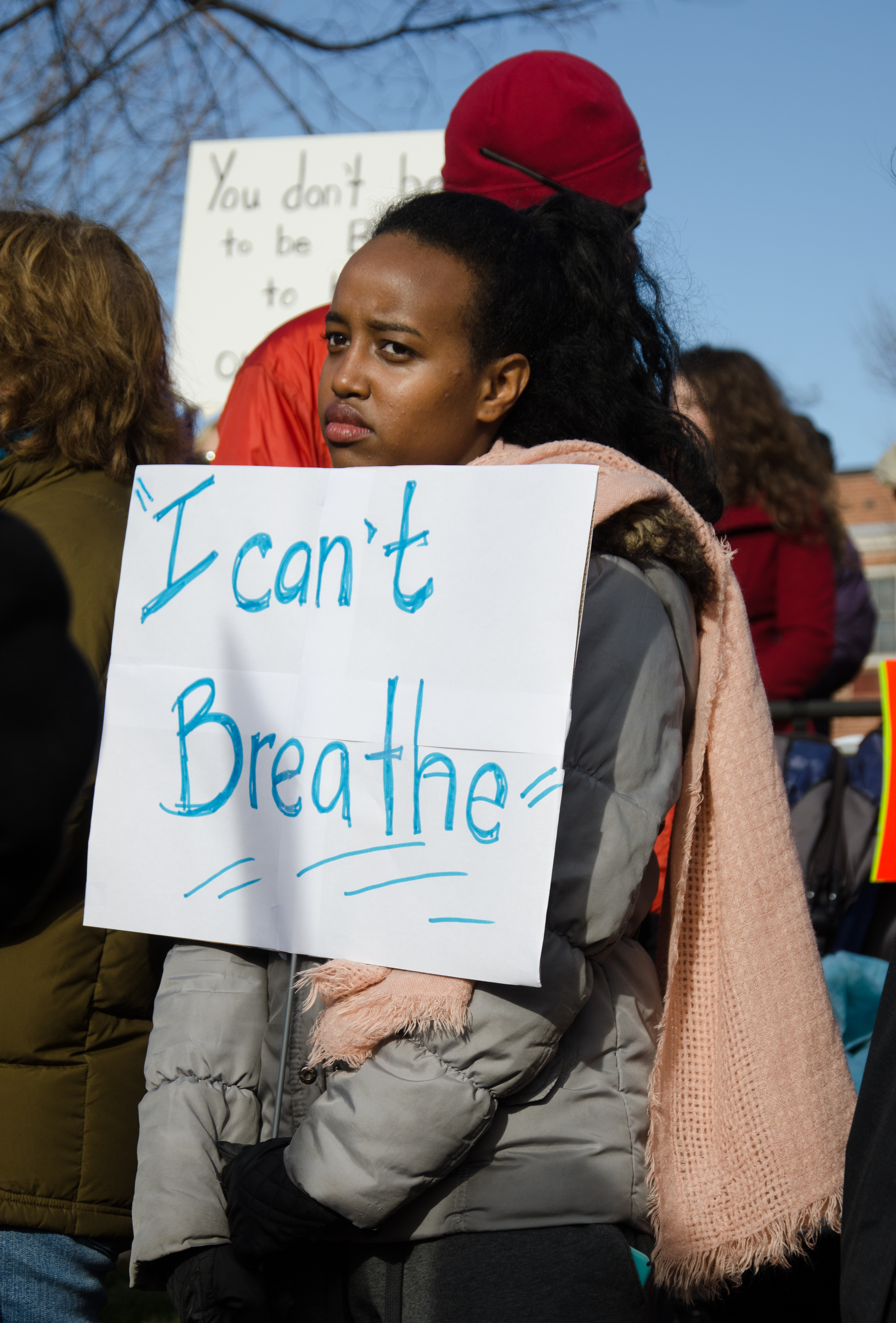
برلين، ماساتشوستس، ديسمبر 2014

كان الاستخدام الأول لهذا الشعار للرياضيين عندما ارتدى فريق كرة السلة الإيرلندي للسيدات نوتر دام قمصان مُزينة بعبارة «لا أستطيع التنفس» خلال مباراة الاحماء في مباراة 13 ديسمبر. ارتدى رياضيون من كل من الرابطة الوطنية لكرة القدم والاتحاد الوطني لكرة السلة، ولا سيما ليبرون جيمس، ملابس مطبوعة بعبارة «لا أستطيع التنفس». بعد انتقاد جيمس، دافع عنه الرئيس باراك أوباما قائلاً «أعتقد أن ليبرون فعل الشيء الصحيح... ننسى الدور الذي لعبه محمد علي وآرثر آش وبيل راسل في زيادة الوعي». في أواخر ديسمبر، منع مسؤولون من منطقة مدرسة فورت براج الموحدة في ميندوسينو، كاليفورنيا الرياضيين من ارتداء قمصان «لا أستطيع التنفس» قبل بطولة كرة السلة في المدرسة الثانوية لمدة ثلاثة أيام، قبل أن يغيروا القرار. كتب اتحاد الحريات المدنية الأمريكية رسالة لدعم الطلاب.
اختار فريد شابيرو، محرر كتاب Yale Book of Quotations «لا أستطيع التنفس» كأقتباس بارز لعام 2014. وأعرب شابيرو عن أنه لم يكن شعارًا لتلك اللحظة فقط، بل «عبارة ذات تأثير حقيقي ودائم». كتب البروفيسور غريس جي سون كيم والقس جيسي جاكسون في مقال رأي في ديسمبر 2014 أن العبارة أصبحت شعارًا للأشخاص الذين انتقلوا إلى وسائل التواصل الاجتماعي والشوارع للاحتجاج على مقتل الأمريكيين الأفارقة العزل، متحدين ضد نظامًا فشل في توجيه الاتهام والدعوة إلى قدر أكبر من المساواة.
قارنها اللغوي بن زيمر بشعارات مماثلة مثل «ارفعوا أيديكم، لا تطلقوا النار»، والتي نشأت في إطلاق 2014 على مايكل براون، والأقدم «لا عدالة ولا سلام». وصفها زيمر بأنها «صرخة حشد قوية وغريبة»، وأشار إلى أن «ترديد الكلمات» لا أستطيع التنفس، التي يحيط بها الآلاف من الآخرين يفعلون الشيء نفسه، هو عمل من التعاطف الشديد والتضامن. يأتي التعاطف من الدخول للحظة في شخصية إريك غارنر في تلك اللحظة التي كانت فيها يختنق. وأشار زيمر إلى أنه في البديل «لا يمكننا التنفس»، تصبح العبارة موجهة نحو التغيير الاجتماعي وأكثر استعارة. العبارات التي تظهر في الاحتجاجات علامات مثل «العدالة لا تستطيع التنفس» و«ديمقراطيتنا لا تستطيع التنفس» تزيل المعنى بالكامل خارج الظروف المادية لوفاة غارنر.
وأشار جوشوا روثمان من جامعة ألاباما إلى أن تصريحات الموضة مثل قمصان «لا أستطيع التنفس» يتم "رفضها بسهولة من قبل الخصوم على أنها لفتة رخيصة أو حيلة". ومع ذلك، تحليل جنون الموضة في أواخر القرن الثامن عشر وأوائل القرن التاسع عشر لـ "ألست رجلًا وأخًا؟" أكد روثمان أنه لا ينبغي أن نقلل من قيمة الأزياء وأهميتها من خلال النقش الذي صنعه يوشيا ويدجوود للأساور وزخارف الشعر، ثم دمج صورة الرقيق الراكعة في العديد من أنواع المنتجات المختلفة باعتبارها الرمز الأكثر استخدامًا على نطاق واسع لحركة إلغاء العبودية الأمريكية. بناء الزخم والرؤية لقضية سياسية ".
في أكتوبر 2016، ذكرت صحيفة نيويورك تايمز وفاة صبي يبلغ من العمر 17 عامًا تعرض للاختناق من قبل الموظفين في مركز علاج للشباب المضطرب. مشيرة إلى أن الصبي صرخ، «أنزلني، لا أستطيع التنفس» قبل أن يسكت، وجهت التايمز صراحة موازية لإريك غارنر.

### رد فعل مضاد
قام أنصار قسم شرطة مدينة نيويورك بمسيرة يوم 19 ديسمبر 2014 بغطاء للرأس الأسود مزين بعبارة «أستطيع التنفس، بفضل شرطة نيويورك» وهتفوا «لا تقاوموا الاعتقال!» موجهين كلامهم للمعارضين. بشكل منفصل، أنتجت القمصان التي تم بيعها عبر الإنترنت من قبل جيسون بارثيل، ضابط شرطة في ميشاواكا، إنديانا، الذي قال «تنفس بسهولة: لا تخرق القانون» أثار الانتقادات. صرح بارتل، «عندما تخرق القانون، لسوء الحظ ستكون هناك عواقب، وبعضها لن يكون جميلًا.» طلب أعضاء مجلس مدينة ساوث بيند، إنديانا، عمدة المدينة آنذاك والمرشح الرئاسي الأمريكي المستقبلي بيت بوتيجيج التعاون في منع المدينة من العقود المستقبلية مع أعمال بارتل الموحدة. ووصف خصم بوتيجيج السياسي هنري ديفيس الابن الرد: «رفض لمسه. وعندما لمسها اتفق مع الجانبين».

## جورج فلويد

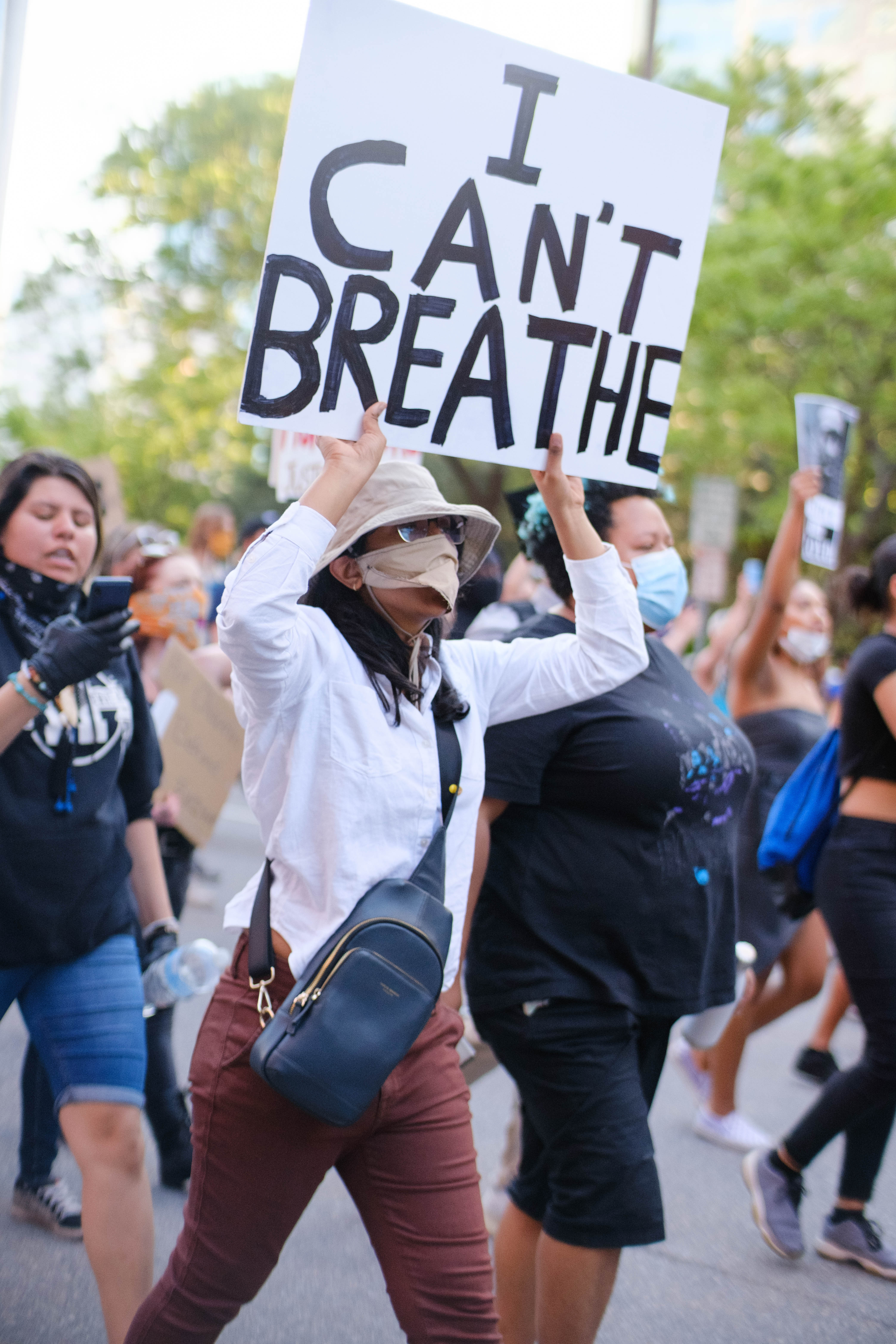
مينيابوليس، 28 مايو 2020

في مايو 2020، قتل ضابط قسم شرطة مينيابوليس ديريك تشوفين جورج فلويد راكعًا على مؤخرة عنقه لمدة 8 دقائق و 46 ثانية. وأظهر فيديو الحادث فلويد وهو يقول «لا أستطيع التنفس» عدة مرات. على الرغم من مناشداته، بالإضافة إلى أحد المارة الذي هتف بأن الضابط كان يمنع فلويد من التنفس، واصل تشوفين ضبط النفس لمدة دقيقتين و53 ثانية بعدها أصبح فلويد لا يستجيب وكان يشاهده ثلاثة ضباط آخرين. أصبحت عبارة «لا أستطيع التنفس» صرخة حاشدة للاحتجاجات اللاحقة على الصعيد الوطني. اعتمدها المتظاهرون كنشيد. في أول خطاب علني حول وفاة جورج فلويد واحتجاجاته في 2 يونيو، بدأ المرشح الرئاسي جو بايدن بـ «لا أستطيع التنفس. لا أستطيع التنفس. كلمات جورج فلويد الأخيرة. لكنهم لم يموتوا معه. لا يزال يتم سماعهم. إنهم يرددون عبر هذه الأمة». في اليوم نفسه، أوقفت الشبكات المملوكة لـ فايكوم سي بي إس برامجها مؤقتًا لإظهار شاشة سوداء لمدة ثماني دقائق و 46 ثانية مع عرض كلمات «لا أستطيع التنفس».